# Charles Lynch (Politiker)

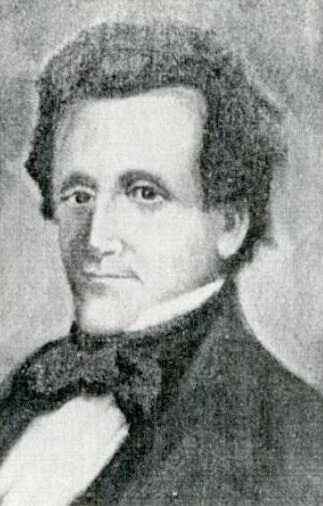
Charles Lynch

Charles Lynch (* 1783; † 9. Februar 1853 bei Jackson, Mississippi) war ein US-amerikanischer Politiker und zwischen 1833 und 1838 zweimal Gouverneur des Bundesstaates Mississippi.

## Frühe Jahre und politischer Aufstieg
Das genaue Geburtsdatum und der Geburtsort von Charles Lynch sind unbekannt. Er kam entweder aus Virginia oder South Carolina in das damalige Mississippi-Territorium. In dieser Frage sind sich die Quellen nicht einig. In seiner neuen Heimat arbeitete er zunächst als Farmer und dann im öffentlichen Dienst. Im Jahr 1821 wurde er, ohne Jurastudium, zum Richter an einem Nachlassgericht im Lawrence County ernannt. Lynch wurde Mitglied der Demokratischen Partei und deren lokaler Parteivorsitzender. Von 1827 bis 1833 gehörte er dem Senat von Mississippi an. Während der Nullifikationskrise unterstützte er Präsident Andrew Jackson gegen Separationsbestrebungen des Staates South Carolina.

## Gouverneur von Mississippi
Im Jahr 1833 war Charles Lynch Präsident des Senats seines Staates und als solcher Stellvertreter des Gouverneurs. Das Amt des Vizegouverneurs war kurz zuvor durch eine Reform der Staatsverfassung abgeschafft worden. Nach dem Tod von Gouverneur Abram M. Scott am 12. Juni 1833 musste er dessen restliche Amtszeit bis zum 30. November desselben Jahres beenden. Dann konnte der bereits im Mai gewählte neue Gouverneur Hiram Runnels den Posten übernehmen. In dieser Zeit versuchte Lynch vergeblich eine Schulreform durchzusetzen.
Nach dem Ende seiner kurzen Amtszeit wurde er Mitglied der Whig Party. Als deren Kandidat wurde er am 2. November 1835 mit nur 426 Stimmen Vorsprung wieder in das Amt des Gouverneurs gewählt. Seine zweite Amtszeit begann am 7. Januar 1836 und endete am 8. Januar 1838. Anlässlich seines Amtsantritts fand die erste offizielle Amtseinführungszeremonie für Gouverneure von Mississippi statt. In seiner Regierungszeit wurde das Strafrecht verschärft und die Todesstrafe auf viele Vergehen ausgedehnt. Er setzte auch den Bau eines Staatsgefängnisses durch, der dann im Jahr 1840 vollendet wurde. Die Wirtschaftskrise des Jahres 1837 traf Mississippi schwer. Viele Bürger wanderten in Richtung Texas aus, das erst im Vorjahr von Mexiko unabhängig geworden war. Am Ende seiner Amtszeit musste sich der Gouverneur mit einem durch die Krise hervorgerufenen großen Haushaltsdefizit auseinandersetzten. Dadurch sank seine Popularität, woraufhin er auf eine erneute Kandidatur verzichtete.

## Weiterer Lebenslauf
Nach dem Ende seiner Gouverneurszeit war Lynch für einige Zeit Präsident einer Eisenbahngesellschaft und Staatsbeauftragter für öffentliche Gebäude. Danach zog er sich auf seine Plantage bei Jackson zurück, die er bis zu seinem Tod im Jahr 1853 bewirtschaftete. Gouverneur Lynch wurde in Jackson, der Hauptstadt von Mississippi, beigesetzt.